# Corde (unité)
Pour les articles homonymes, voir Corde.
La corde est une unité de volume de bois de chauffage, coupés, empilés.

## En Amérique du Nord
La corde est une unité de mesure ancienne, (beaucoup plus ancienne que le board foot) car John Evelyn la mentionne dans Sylva (1670). Le contenu solide variable du bois empilé brut et pelé lors de l'utilisation de la corde comme unité de mesure a été documenté par Henry Solon Graves (en) en 1906

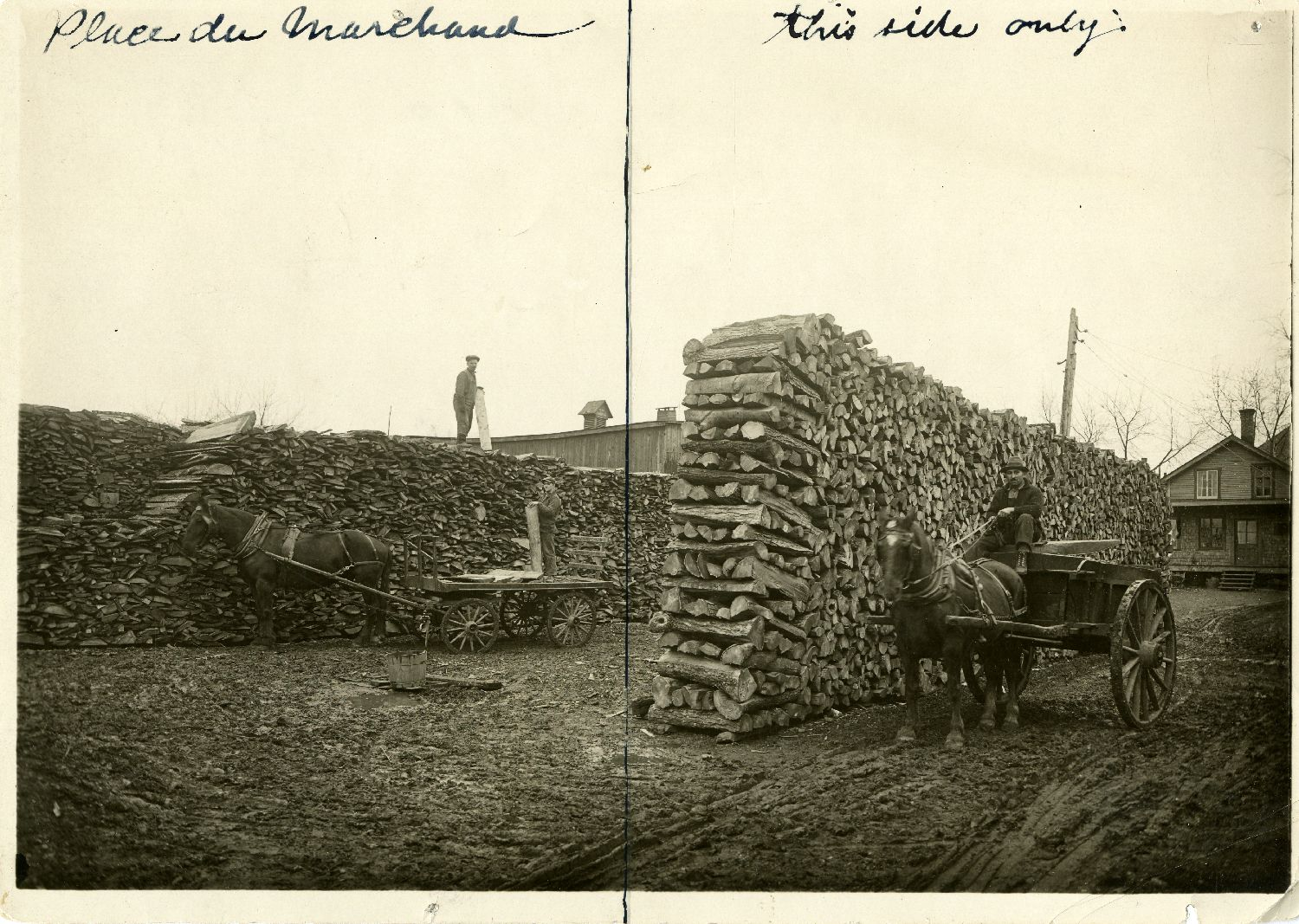
Cour à bois à Saint-Pierre-aux-Liens, Québec, 1910

La corde correspondant à 128 pieds cubes apparents, (soit ~3,62 stères). Elle est utilisée au Canada et aux États-Unis dans la sylviculture. 1 stère = 1 m3 ≈ 0,276 corde.
La corde standard a une section transversale verticale de 4 × 4 pieds et une longueur de 8 pieds avec une légère surmesure en hauteur pour tenir compte d'un éventuel tassement. Une pile de moins de 32 pieds carrés de section longitudinale avec des rondins de moins de 4 pieds de long est une corde courte, et avec des rondins de plus de 4 pieds une corde longue.
Mesures Canada légifère l'utilisation de la mesure "corde" comme étant 4 pieds par 8 pieds par 4 pieds. Mesure Canada recommande de ne plus utiliser la corde comme mesure puisqu'il y a confusion au niveau des détaillants.
Au Québec, la corde est souvent désignée par des détaillants comme étant tout volume qui a une façade de 4 pieds par 8 pieds. Ainsi la « corde de chauffage » fait 4 pieds par 8 pieds par 16 pouces. La  « petite corde de chauffage » fait 4 pieds par 8 pieds par 12 pouces (la plus utilisée en commerce de bois de chauffage et qui équivaut presque à un stère français (1,01 m3 apparent)). La « corde de pitoune » ou « de bois de pâtes » fait 4 pieds par 8 pieds par 4 pieds. Les cordes sont habituellement désignées par la longueur de bûche. Ainsi la corde de 8 pieds correspond à 32 pieds de façade par 8 pieds de profondeur.
Le mode opératoire canadien est le suivant : empilez soigneusement le bois en laissant le moins d’espace possible et assurez-vous que toutes les billes se touchent et sont parallèles les unes aux autres ; mesurez, en pieds, la longueur, la largeur et la hauteur de la pile de bois (par exemple, 4 pieds sur 8 pieds sur 4 pieds) ; multipliez les dimensions obtenues pour calculer le volume en pieds cubes. Si le résultat est égal à 128 pieds cubes, vous avez bien une corde de bois.

## En Belgique et au Luxembourg
La corde est également utilisée dans l'Ardenne belge et au Luxembourg comme unité de mesure mais correspond à 2 stères. Cependant, dans certaines communes, la corde vaut 3 stères. À Libramont et Tenneville, une corde équivaudrait même à 8 stères de bois de chêne sec[réf. nécessaire] mais la plupart des vendeurs de bois de la région de Libramont travailleraient selon les unités utilisées dans l'Ardenne belge, soit 2 stères pour une corde et peu importe le type de bois (principalement hêtre et chêne)[réf. nécessaire].

## En France
Plusieurs "cordes" différentes ont été utilisées avant la mise en vigueur du système métrique. Il y avait notamment
- la corde des Eaux et Forêts : pile de 2,60 m, hauteur 1,30 m, longueur de bûches de 1,14 m, soit 3,853 m3
- la corde de grand bois : pile de 2,60 m, hauteur 1,30 m, longueur de bûches de 1,30 m, soit 4,394 m3
- la corde de port : pile de 2,60 m, hauteur 1,625 m, longueur de bûches de 1,14 m, soit 4,817 m3.

Au début du XXIe siècle, la corde reste toutefois employée traditionnellement dans certaines régions françaises. En Anjou, en Bretagne, en Lorraine et en Basse-Normandie, la corde correspond à 3 stères,,. Dans le Cantal et en Alsace, une corde correspondrait à 4 stères.